# مخيم الرويشد

مخيم الرويشد هو مخيم للاجئين القادمين من العراق إلى الأردن، يقع على بعد 16 كم من مدينة الرويشد باتجاه الشرق.
يضم مخيم الرّويشد عدداً من الفلسطينيين والإيرانيين والأكراد، يتلقى قاطنوه بعض المساعدات إلاّ أن حياتهم مأساوية.